# Corpi impazienti
Corpi impazienti (Les Corps impatients) è un film del 2003 scritto e diretto da Xavier Giannoli, al suo esordio alla regia di un lungometraggio.
Adattamento cinematografico del romanzo Les Corps impatients (1995) di Christian de Montella, ha per protagonisti Nicolas Duvauchelle, Laura Smet e Marie Denarnaud.

## Trama
Paul accompagna la sua fidanzata Charlotte a fare una visita medica in una grande città, trascorrendo il tempo tra corsie d'ospedali e il letto dove fanno l'amore in maniera torrida, finché a Charlotte non vengono comunicati i risultati dell'esame: cancro. Paul le è vicino, ma allo stesso tempo si sente attratto dalla cugina di lei Ninon, con cui non ha contatti da cinque anni e che è appena tornata. I tre iniziano quindi una relazioni tormentata e ambigua.

## Distribuzione
È stato distribuito nelle sale cinematografiche francesi da Pan-Européenne a partire dal 23 aprile 2003 e in quelle italiane da Mediafilm a partire dal 26 settembre dello stesso anno.

## Riconoscimenti
- 2004 - Premi César
  - Candidatura per la migliore promessa femminile a Laura Smet
  - Candidatura per la migliore promessa maschile a Nicolas Duvauchelle